# 両替商

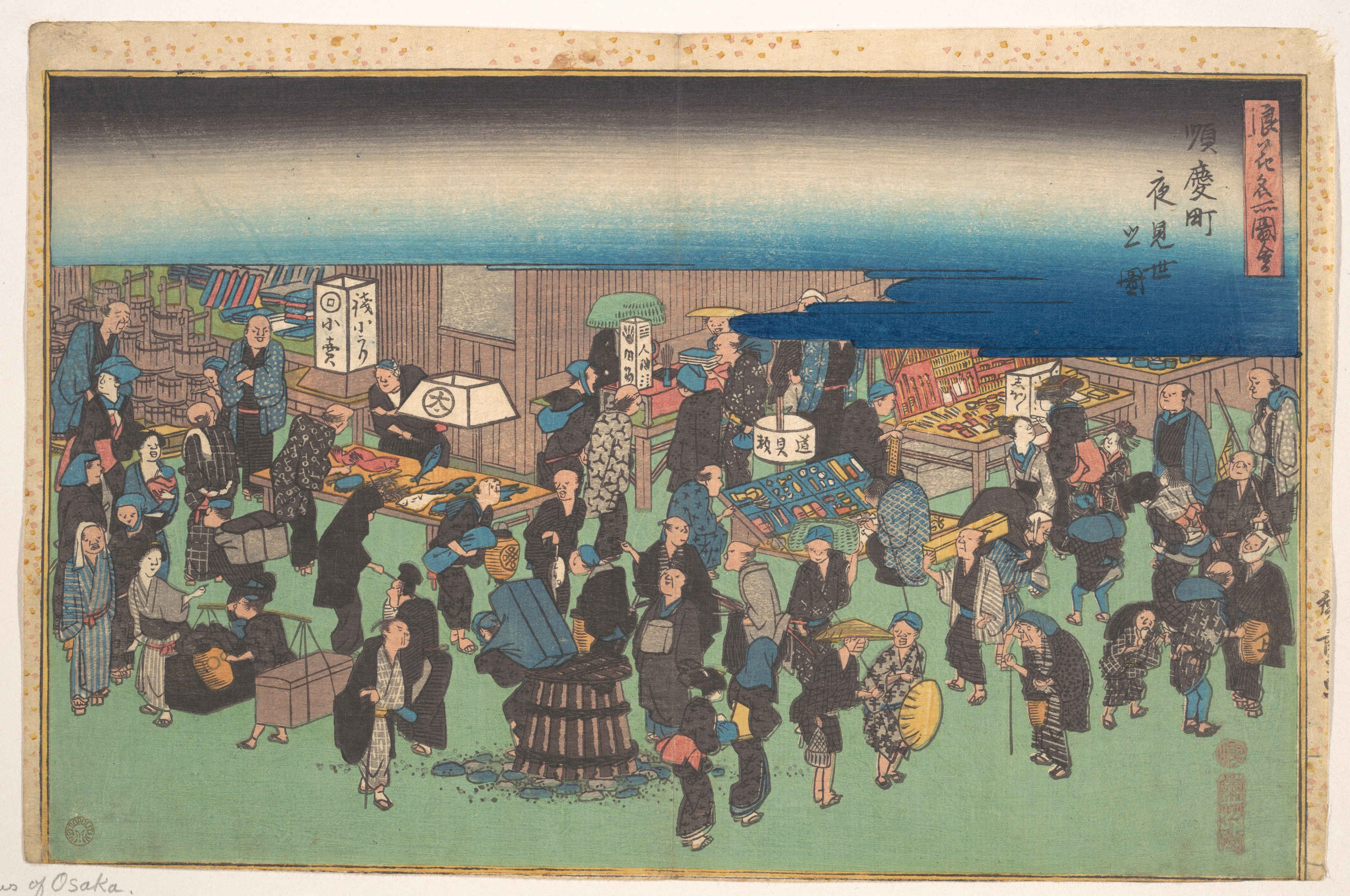
大阪南船場の両替商が描かれた浮世絵。左上に「銭小うり」と書かれた看板が見える。小銭への両替を行なっていた。歌川広重『浪花名所図会　順慶町夜見世の図』

両替商（りょうがえしょう）とは、両替および金融を主な業務とする商店あるいは商人のことである。
古くから国境を越えた貿易は盛んであり、外貨両替、金融などを扱う両替商が多く存在した。現代では主に、空港などで外貨の両替を行う店舗および窓口を指す。

## 語源
日本語の「両替」という言葉は、一「両」小判を、丁銀、小玉銀すなわち秤量銀貨に、また銭貨に換（「替」）えたことに由来する。また銀座において金地金と公鋳銀（丁銀）を替えること、また吹金、灰吹銀および極印銀すなわち市井銀の品位を鑑定して公鋳銀とを取り替えることを南鐐替（なんりょうがえ）、あるいは量目替、両目替（りょうめがえ）と称したことに由来するとも言われる。

## 両替商の歴史

### ヨーロッパ

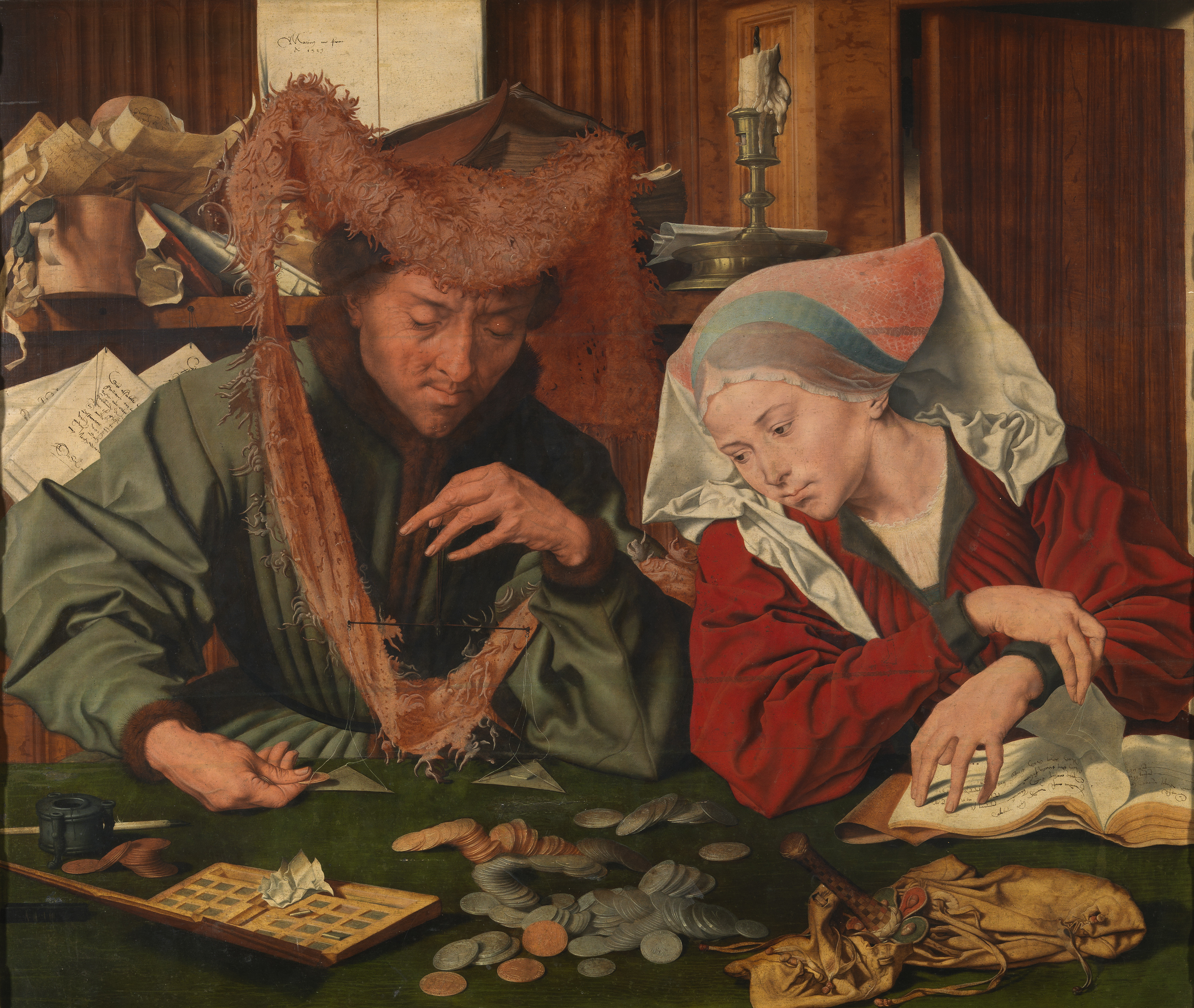
両替商夫妻、マリヌスファンベンソン画、1539年

古代地中海世界ではフェニキア人がその役目を担い、続いて古代ギリシアの都市国家であるポリスにおいて両替商が出現した。前6世紀頃からポリスごとに異なる硬貨を用いたために両替商が必要とされ、トラペザという四脚の机を仕事に使ったことから、トラペジーテースと呼ばれた。トラペジーテースは貨幣、貴金属、文書の保管なども行い、預けられた金を元手に貸付も始め、これが銀行家の誕生につながった。有力なポリスの一つであるアテナイでは、両替商や銀行家は居留外国人であるメトイコイが主に行っていた。
ローマではエクイテス身分の者によって両替商が経営され、ギリシアの両替が海上貿易が多かったのに対して、地域の取引のための両替を行った。
中世期に入ると、ヨーロッパの商業は衰退を見せるが、東方からの貨幣流入は継続され、さらに10世紀に遠隔地商業網が再建されると再び両替商の役割が大きくなった。フランスでは1141年にパリの両替商・金銀細工師をグラン・ポン橋の周辺に集めてそれ以外での営業を禁止して掌握を図ろうとした。このため、この橋はポン・ド・シャンジュ（両替橋）と呼ばれるようになった。同じ頃、北イタリアの都市国家は独自貨幣を発行するようになり、都市間の貨幣の交換を行う両替商が生まれた。彼らは都市の広場にバンコ（banco）と呼ばれる台を設置してその上で貨幣の量目を計ったり、交換業務を行った。銀行を意味するバンク（bank）という言葉はバンコに由来すると言われている。イタリアのジェノヴァ、ヴェネツィア、フィレンツェの両替商は十字軍への援助をきっかけにイングランド、フランドル、シャンパーニュなど北ヨーロッパ経済の先進地帯や主要都市に進出をして、十分の一税の徴税・輸送業務や為替業務をも合わせて行い、後の銀行業の母体となった。南ドイツのフッガー家や北イタリアのメディチ家は、両替商から銀行家へと発展した典型的な例である。中世後期になると、フランドル・カタロニア・スイスにも両替商が勃興し、やがて銀行業へと転進する。
大航海時代になると金融の中心は経済の変動に追いつけずに衰退しつつあった北イタリアから、アントウェルペン、アムステルダムをへてロンドンへと移るようになる。以後、ロンドンは20世紀まで世界経済及び金融の中心的地位を占めることになった。
なお、ヨーロッパでは聖マルコが両替商の守護聖人として崇敬を集めていたとされている。

### イスラーム世界
イスラーム帝国の拡大に従って、従来からのヨーロッパとアジアを結ぶ中継貿易の役目に加えて、地域内の交易も盛んになった。アッバース朝の時代には、バグダート・バスラ・アレクサンドリアなどを結ぶ商業網が成立した。ディーナール金貨・ディルハム銀貨が代表的な貨幣であったが、各地から様々な地金や秤量貨幣などが流入して通貨として用いられた。こうした通貨間の交換を図るために9世紀にはサッラーフ（şarrāf）と呼ばれる両替商が成立し、後に砕銀・粒銀などの秤量貨幣をまとめて封印を施して、一定の貨幣価値をもって流通させたり、手形を扱ったりもするようになった。また、地方から租税として集められた貨幣や地金を公式の通貨に換金して政府に納入するジャフハズ（jahbadh）と呼ばれる御用業者もあった。

### 中国
中国では早くから銅銭による貨幣統一政策が採られていたが、国家の分裂や慢性的な銅銭不足によって金銀や絹などの軽貨が代用貨幣として用いられていた。唐から宋にかけて、金銀鋪・兌房と呼ばれる両替商が成立した。金銀鋪は元は金細工・銀細工などの製造販売を手がけていたが、後に顧客からの依頼を受けて金銀の鑑定や保管業務なども引き受けて両替・預金業務も行うようになった。更に宋代になると、飛銭・交子の発行引受なども行った。明以後になると銀錠の流通が広く行われるようになり、銀錠と銅銭の交換を専門に行う銭荘・銀楼などと呼ばれる両替商も出現するようになった。

## 日本における両替商
室町時代を発端として江戸時代に確立し、小判、丁銀および銭貨を手数料を取って交換、売買すなわち両替した商店があった。明治時代以降は両替商は銀行として金融業務を行うようになり、この銀行を両替商という場合もある。

### 江戸時代以前
中世より、替銭・割符と呼ばれる為替の前身にあたる物を扱う「替銭屋」・「割符屋」と呼ばれる商人が存在した。また、土倉と呼ばれる倉庫兼金融業者の活動も活発であった。さらに、戦国時代に入り全国の金山および銀山の産出が増大するにつれ、山師の持ち込む金銀地金の精錬、鑑定および売買を行う金屋および銀屋も現れた。後世の両替商はこうした業者が後述の三貨制度の確立によって両替の分野にも関わるようになったものと考えられている。

### 江戸時代の両替屋

#### 三貨制度の成立
関ヶ原の戦いに勝利した徳川家康は全国統一への一歩として貨幣制度の整備に着手し、慶長6年（1601年）に金座および銀座を設立し、慶長小判および慶長丁銀の鋳造を命じた。これが慶長の幣制の始まりである。
慶長14年（1609年）に幕府は三貨の御定相場として「金一両＝銀五十匁＝永一貫文＝鐚四貫文」と定め、後の元禄13年（1700年）に「金一両＝銀六十匁＝銭四貫文」と改訂し、貢納金などに対してはこの換算率が用いられたが、一般の商取引では市場経済にゆだね、金一両、銀一匁および銭一文は互いに変動相場で取引されるのが実態であった。
徳川家光の時代、寛永13年（1636年）に幕府が一文銅銭、寛永通寳を本格的に鋳造に乗り出した。かくして三貨制度（金、銀、銭）が確立するが、これは既存の貨幣の流通形態を踏襲するものであった。
このように国内に三種類の通貨が同時に流通することとなり、これらの取引を円滑に行うためには通貨間の両替が必要となる。そこで1 - 2%程度の手数料を徴収して両替を行う商売が成立することになる。小判を一分判に、あるいは小玉銀を銭に換えるなど、使い勝手のよい小額の貨幣に両替する場合は切賃（きりちん）と呼ばれる手数料が発生し、少額貨幣から高額貨幣への両替手数料より割増されるのが普通であった。一方、少額貨幣を高額貨幣に両替する手数料が高額貨幣からの手数料より高くなる場合は逆打（ぎゃくうち）と呼ばれ、南鐐二朱判および一分銀を小判へ両替する場合などに逆打が見られた。
銀座の所在地はしばしば両替町と呼ばれるようになる。また金座および銀座周辺では両替屋が集中し、金銀の売買が行われた。さらに貨幣改鋳の際には、金座および銀座に代わり旧貨幣の回収、交換の業務に関わった。このように同一国内で金貨、銀貨、および銅貨がすべて無制限通用を認められた。当時、本位貨幣という概念はなかったものの、金銀銅の三貨もいずれもが事実上の本位貨幣としての価値をもって流通し、それぞれが変動相場で取引された。

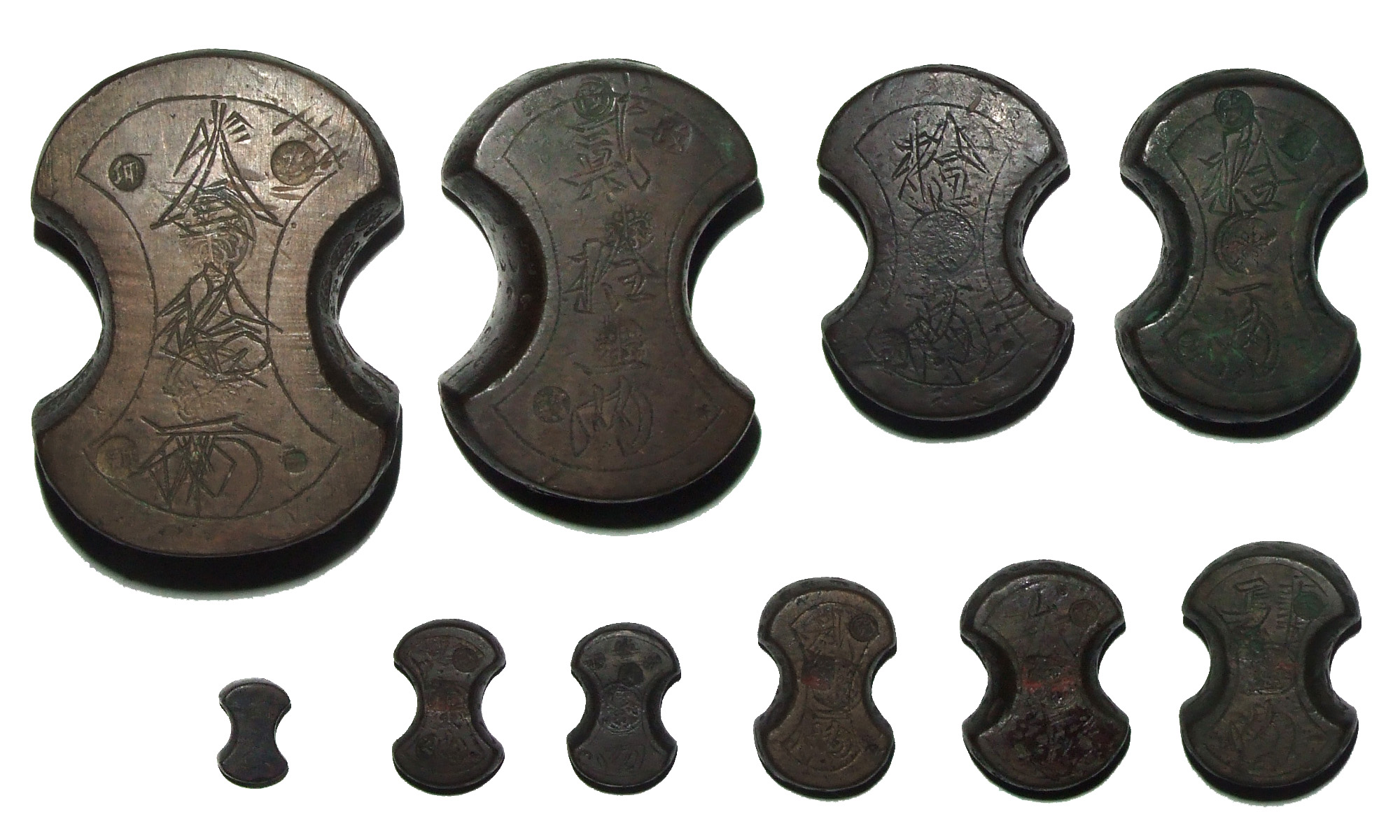

| 後藤分銅                           |
| 參拾兩、貳拾兩、拾兩、拾兩         |
| 三匁、壹兩、壹兩、貳兩、參兩、肆兩 |

#### 両替屋の株組織
両替屋はやがて本両替（ほんりょうがえ）と、脇両替（わきりょうがえ）に分化した。本両替は小判および丁銀の金銀両替および、為替、預金、貸付、手形の発行により信用取引を仲介する業務を行う。脇両替はもっぱら銭貨の売買を行った。本両替は江戸では本両替仲間、大坂では十人両替仲間を形成し、相場立会いなどについて協定した。両替屋は大坂に本店を置くことが多く本両替が発達し、江戸は支店が多く脇両替が多く見られ、京都はその中間的な性格を持っていたといわれる。さらに地方の都市にも開業され、大坂の両替屋を中心に互いに連絡を取り合い三貨制度の発達に貢献した。本両替を利用したのは大名、有力商人など大口取引を行う者に限られ、町人などが一般に利用したのは脇両替すなわち銭屋（ぜにや）であった。銭屋の数は次第に増加し、元禄期には組合を形成するまでに成長し、享保3年（1718年）には幕府から正式に株仲間として公認されるに至り600人を数えた。
* 江戸の本両替
江戸では金銀両替および金融業務を行う本両替（16人）、もっぱら小判、丁銀、および銭貨の両替を行う三組両替（神田組・三田組・世利組）および銭貨の売買を行う番組両替（一 - 二十七番）に分化していった。三組両替および番組両替には酒屋および質屋などを兼業するものも多かった。
* 大阪の十人両替
大坂で本格的な両替屋を初めて創業したのは、慶長年間の天王寺屋五兵衛が通説となっている。のちに小橋屋浄徳、鍵屋六兵衛らが加わり、手形を発行し積極的に金融業務に関り、寛文2年（1662年）に大坂町奉行により3名が正式に幕府御用を務めるにいたった。その後、寛文8年（1668年）には6人に倍増し、同10年（1670年）には10人となり、十人両替仲間を形成するにいたり、幕府の経済政策に協力する義務を負い両替屋仲間の監督機関の役割を果たし、相場立会いなどについて協定する権利を有した。丁銀、小玉銀による大口取引は秤量がわずらわしいため両替屋を通じて行われる手形による信用取引は不可欠となり、それにともない不正も行われ、幕府は大坂町奉行にこれを取り締まらせた。大坂の脇両替は十人両替とは独立して仲間組織を結成し、三郷銭屋仲間（北組・南組・天満組）と南仲間両替があった。
　初期の大坂の十人両替
- 天王寺屋五兵衛
- 新屋九右衛門
- 鍵屋六兵衛
- 坂本屋善右衛門
- 天王寺屋作兵衛
- 新屋杢右衛門
- 泉屋兵兵衛
- 誉田屋孫右衛門
- 鴻池善右衛門
- 助松屋利兵衛

これ以降も本両替仲間行司のうちから幕府が選任したが、実際には10人の定員に満たないことが多かった。帯刀や家役減免などの特権があるものの、本両替仲間の紛争仲裁などの統轄、公金取扱い、金銀相場の報告など奉行所との連絡、新旧貨幣引替え、金銀相場・米価の調節、御用金上納関連の業務など、職務が煩雑であったため忌避されたからである。初期以降の十人両替には、長浜屋市兵衛、尼崎屋市太郎、三谷八右衛門、ふかえ屋惣兵衛、平野屋五兵衛、千草屋宗十郎（平瀬家）などがあった。
諸藩における商品調達および年貢米売却などの代金の管理、また国許および江戸屋敷への送金、さらに資金が不足した場合の貸付、いわゆる「大名貸」を行う役職は掛屋（かけや）と呼ばれ、大手両替屋の中から任命されることが多かった。

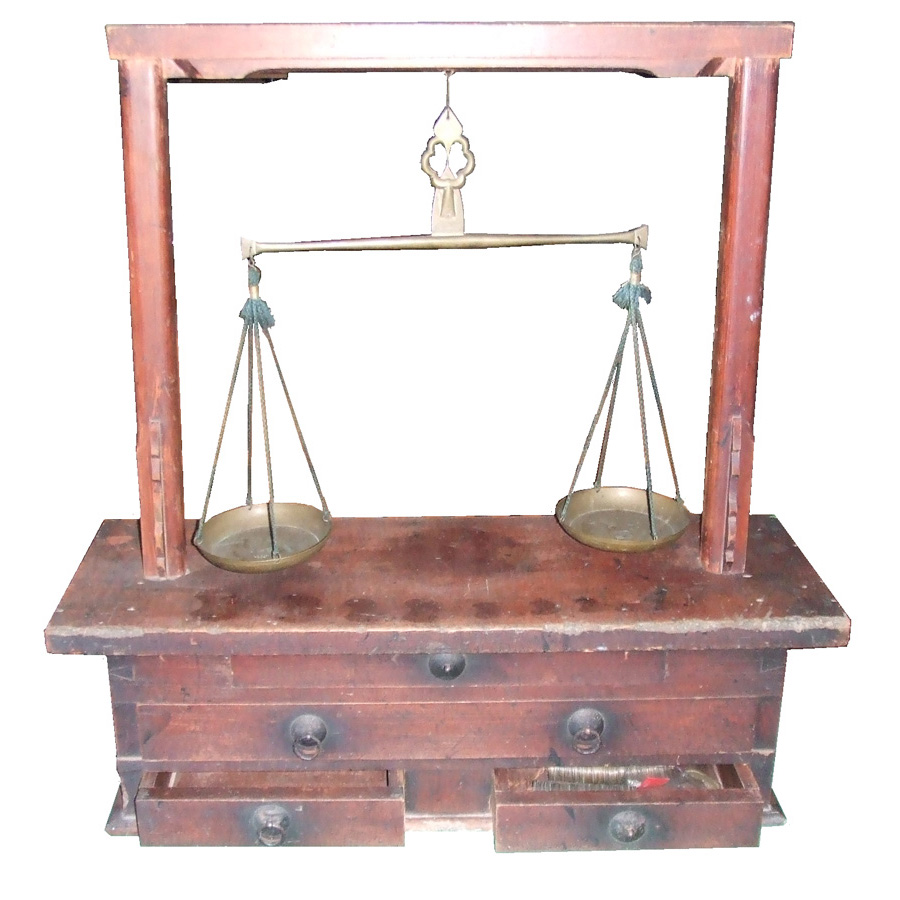
針口天秤

#### 両替天秤
丁銀および小玉銀すなわち秤量銀貨は、その量目に応じて価値が定められるものであり、取引の度に秤量が必要であった。小玉銀による小額取引には小型の棹秤である銀秤（ぎんばかり）が用いられたが、大口取引に対しては丁銀および小玉銀を組み合わせて、銀一枚すなわち43匁あるいは500匁毎に包封した包銀を作成し、これには大型の針口天秤（はりぐちてんびん）（両替天秤）が用いられた。また小判および丁銀の品位の鑑定を行い、極印を打つことも行われ、これらの貨幣には金座および銀座による極印以外に両替屋極印が多数打たれたものが見受けられ、両替屋の信用を下に貨幣が流通した当時の状況が窺える。
この両替に用いられる天秤は、承応2年（1653年）に世襲的特権を与えられた、京都の秤座で製作されたもののみ使用が許された。また分銅については、寛文元年（1661年）に世襲的特権を与えられた彫金を本職とする、後藤四郎兵衛家のみ製作が許され、これ以外のものの製作および使用は不正を防止するため厳禁とされた。そのため量目の単位としての匁は江戸時代を通じて均質性が維持されている。また後藤四郎兵衛家は豊臣家から徳川家に至るまでの大判の製作を一貫して請負い、江戸時代から小判の鋳造を請負った後藤庄三郎家は、四郎兵衛徳乗を師とした庄三郎光次を祖とする。
| 金                   | 金          |
| -------------------- | ----------- |
| 慶長小判             | \| \| \| \| |
| 小判（1両） , 一分判 |             |
| 金1両 ＝ 4分 ＝ 16朱 |             |
| 慶長一分判           |             |
| 慶長一分判           |             |

| 慶長一分判 |
| 慶長一分判 |

| {\displaystyle \longrightarrow }         |
| ---------------------------------------- |
| 両替                                     |
| {\displaystyle \longleftarrow }          |
| 金相場・銀相場（変動） 金1両＝銀50～64匁 |

| 銀                                    | 銀         |
| ------------------------------------- | ---------- |
| 慶長丁銀                              | 慶長小玉銀 |
| 丁銀（30～60匁）, 小玉銀（0.1～10匁） |            |
| 銀1貫 ＝ 銀1,000匁                    |            |

| 銭相場（変動） 金1両＝銭3,700～4,800文 | {\displaystyle \uparrow } | 両替 | {\displaystyle \downarrow } |

| 銭                   | 銭       |
| -------------------- | -------- |
| 寛永通寳             | 寛永通寳 |
| 寛永通寳             |          |
| 銭1貫文 ＝ 銭1,000文 |          |

| {\displaystyle \longrightarrow }   |
| ---------------------------------- |
| 両替                               |
| {\displaystyle \longleftarrow }    |
| 銭相場（変動） 銭1貫文＝銀12～20匁 |

### 銀行
現在の日本の銀行の多くは江戸時代の両替商が前身である。銀行の地図記号は江戸時代の両替商で用いられた分銅の形に由来する。

## 現在の両替商

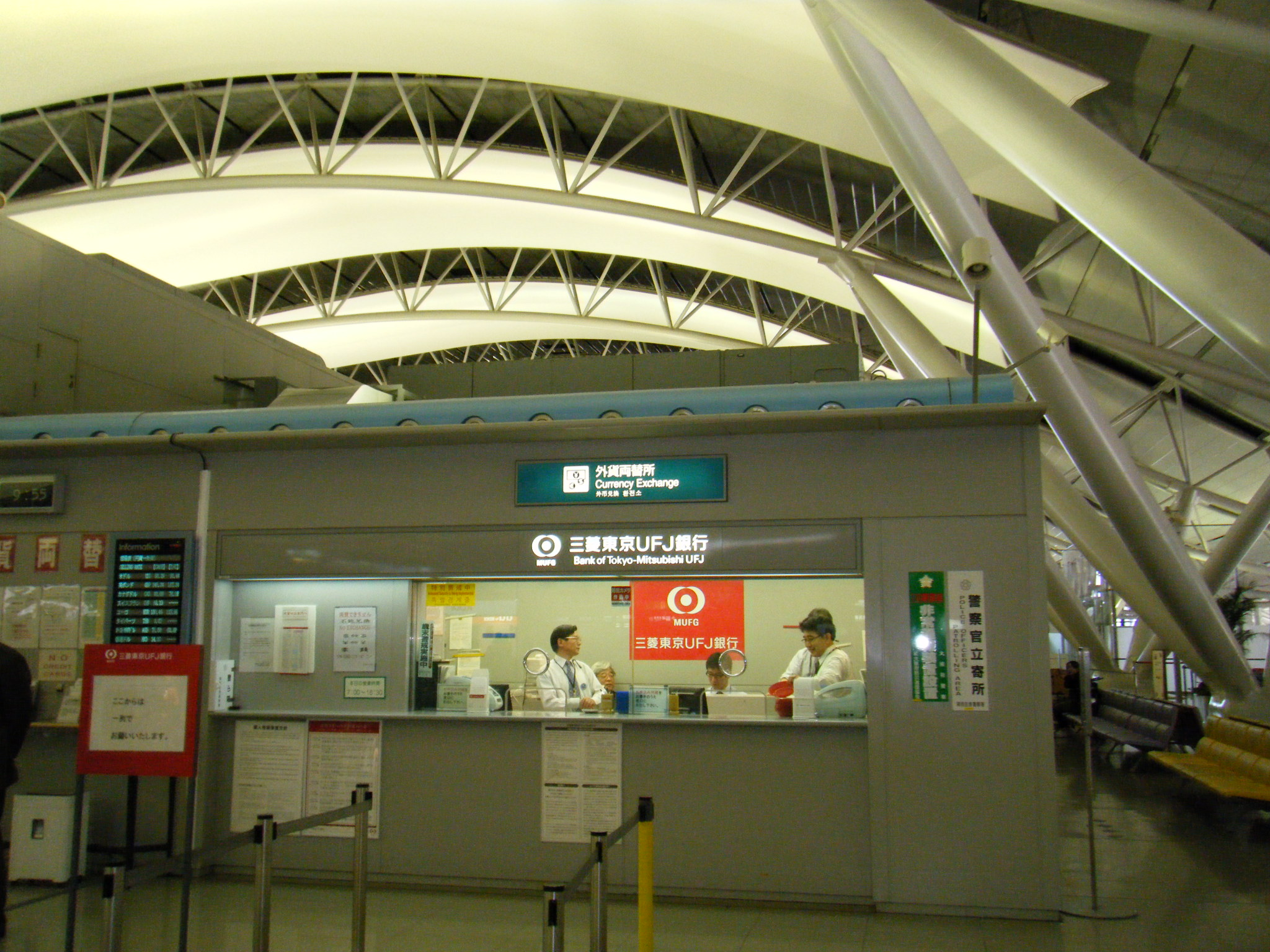
関西国際空港の両替所

空港などにおいて、主に入国者および出国者を対象に、2国間の通貨を手数料を徴収して、為替相場に応じて外貨両替を行う窓口または店舗を両替商と呼ぶ。
大都市および観光地などでも両替商を多く見かけるのが一般的である。国によっては入国時に公認両替商で両替を行い両替証明書を発行してもらわないと、出国時に余剰の貨幣を再両替することができないこともある。日本で外貨両替を扱っているのは、主に銀行および空港などの両替窓口である。
日本国内では以前、外国為替および外貨両替を扱うことができるのは外国為替公認銀行に限られていたが、平成10年（1998年）4月の「外国為替及び外国貿易法」の改正により規制が緩和され、一般企業でも外国為替および外貨両替を扱うことができるようになった。